# 圣欧仁妮德维勒讷沃
圣欧仁妮-德维勒讷沃（法語：Sainte-Eugénie-de-Villeneuve，法語發音：[sɛ̃t øʒeni də vilnœv]）是法国上卢瓦尔省的一个市镇，位于该省中部偏西，属于布里尤德区。

## 地理
圣欧仁妮-德维勒讷沃（45°8'21"N, 3°37'24"E）面积6.11 平方千米，位于法国奥弗涅-罗讷-阿尔卑斯大区上盧瓦爾省，该省份为法国中南部省份，北起多姆山省和卢瓦尔省，西接康塔爾省，南至洛泽尔省，东临阿尔代什省。
与圣欧仁妮-德维勒讷沃接壤的市镇（或旧市镇、城区）包括：维萨克-欧泰拉克、沙瓦尼亚克-拉法耶特、菲克斯圣热内、雅镇、圣乔治多拉克、瓦雷讷圣奥诺拉。
圣欧仁妮-德维勒讷沃的时区为UTC+01:00、UTC+02:00（夏令时）。

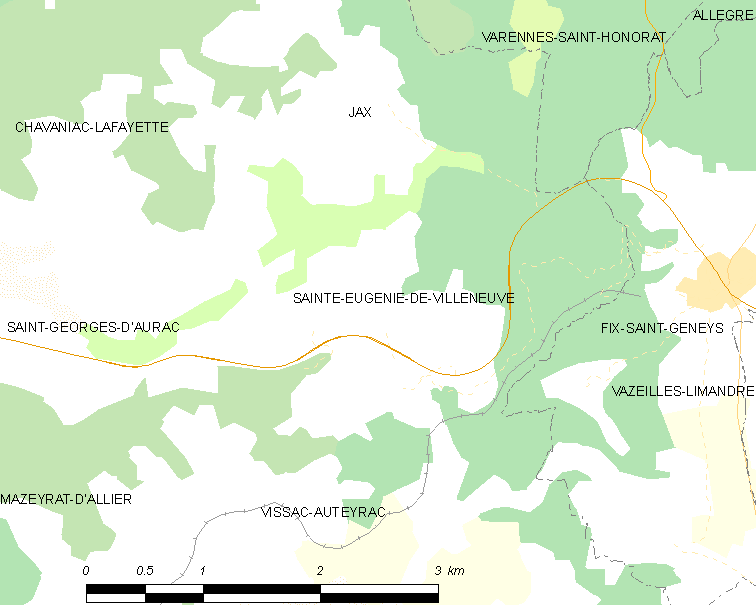
圣欧仁妮-德维勒讷沃的OSM定位图

## 行政
圣欧仁妮-德维勒讷沃的邮政编码为43230，INSEE市镇编码为43183。

## 政治
圣欧仁妮-德维勒讷沃所属的省级选区为拉法耶特地区县。

## 人口

1962-2008年间圣欧仁妮-德维勒讷沃人口变化图示

圣欧仁妮-德维勒讷沃于2022年1月1日时的人口数量为107人。